# Agenzia internazionale per le energie rinnovabili
L'Agenzia internazionale per le energie rinnovabili (International Renewable Energy Agency), conosciuta anche con l'acronimo IRENA, è un'organizzazione internazionale finalizzata ad incoraggiare l'adozione e l'utilizzo crescente e generalizzato delle energie rinnovabili in una prospettiva di sviluppo sostenibile. L'organizzazione è stata fondata il 26 gennaio 2009 a Bonn in Germania, il suo Statuto ha ottenuto fin dall'inizio la firma di settantacinque Stati.

## Composizione
Possono accedere all'Agenzia, in virtù dell'articolo 4 dello Statuto, gli Stati membri dell'Organizzazione delle Nazioni Unite e le organizzazioni internazionali avente carattere regionale costituite da Stati sovrani.
Attualmente fanno parte dell'Agenzia l'Unione europea e novantuno stati: Albania, Angola, Antigua e Barbuda, Armenia, Australia, Bangladesh, Bielorussia, Bosnia ed Erzegovina, Brunei, Bulgaria, Camerun, Capo Verde, Cipro, Corea del Sud, Croazia,  Danimarca, Ecuador, Emirati Arabi Uniti, Eritrea, Etiopia, Figi, Filippine, Finlandia, Francia, Gambia, Georgia, Germania, Giappone, Gibuti, Grecia, Grenada, Islanda, Isole Marshall, Israele, Italia, Kenya, Lesotho, Lettonia, Liechtenstein, Lituania, Lussemburgo, Macedonia, Malaysia, Maldive, Mali, Malta, Mauritania, Mauritius, Messico, Moldavia, Monaco, Mongolia, Montenegro, Mozambico, Nauru, Nicaragua, Niger, Nigeria, Norvegia, Nuova Zelanda, Oman, Paesi Bassi, Palau, Panama, Polonia, Portogallo, Qatar, Repubblica Ceca, Repubblica Dominicana, Romania, Samoa, Senegal, Serbia, Seychelles, Sierra Leone, Slovacchia, Slovenia, Spagna, Sri Lanka, Stati Uniti d'America, Sudafrica, Sudan, Svezia, Svizzera, Swaziland, Togo, Tonga, Tunisia, Turchia, Uruguay, Yemen.
Lo statuto è stato sottoscritto anche da altri sessantacinque Stati che non hanno però provveduto alla ratifica del trattato.